# Canon Sinuum (Bürgi)
El Canon Sinuum era una tabla histórica de senos que se cree que contenía el valor de los senos entre 0 y 90 grados en incrementos de 2 segundos de arco con una precisión de 8 posiciones sexagesimales. Algunos autores creen que la tabla solo contenía los valores comprendidos entre 0 y 45 grados. Fue creado por el matemático y relojero suizo Jost Bürgi a finales del siglo XVI. Tales tablas eran esenciales para la navegación en alta mar. Johannes Kepler denominó al Canon Sinuum como la tabla de senos más precisa conocida. 
Se cree que esta tabla está perdida. 
El Canon Sinuum fue calculado gracias a los algoritmos de Bürgi, descritos en su trabajo Fundamentum Astronomiae, presentado al Emperador Rodolfo II en 1592. Estos algoritmos hacían uso de diferencias y fueron uno de los primeros usos del cálculo de diferencias finitas. La tabla trigonométrica más grande realmente contenida en el Fundamentum Astronomiae contiene los senos por cada minuto del cuadrante, con precisión de 5 a 7 lugares sexagesimales. 
El manuscrito de Fundamentum Astronomiae se encuentra ahora en la colección de la Biblioteka Uniwersytecka en Breslavia, Polonia. 